# Loi Énergie Climat
Pour les articles homonymes, voir Loi climat.
La loi Énergie et Climat est une loi française votée en 2019 pour répondre à l’urgence écologique et l'urgence climatique. Elle fixe l'objectif de neutralité carbone en 2050, qui nécessite la division des émissions de gaz à effet de serre au moins par six d'ici cette date.
Cette loi s'inscrit dans l'évolution nationale et internationale du droit vers une meilleure prise en compte des enjeux énergétique et climatique, et en particulier dans les suites du Grenelle Environnement, des débats et consultation sur l'énergie (avec en novembre 2012 un débat national et citoyen sur la transition énergétique), puis de la loi relative à la transition énergétique pour la croissance verte de 2015.
Elle inscrit dans le code de l’énergie la référence à « l’urgence écologique et climatique ».

## Historique
- Le 30 avril 2019, le projet de loi est présenté en conseil des ministres par le ministre de la Transition écologique et solidaire, François de Rugy[2], en procédure accélérée (une seule lecture par chambre parlementaire).
- Le 28 juin 2019, le texte est adopté en première lecture (après avoir été considérablement étoffé au fil des commissions parlementaires) par l’Assemblée nationale[3].
- Le 18 juillet 2019, le texte est adopté en première lecture (également avec modifications) par le Sénat[4].
- Le 26 septembre 2019, la loi est définitivement adoptée[5],[1].
- Le 7 novembre 2019, la loi est validée par le Conseil constitutionnel[6].
- Le 8 novembre 2019, la loi est promulguée par le président de la République[1].

## Principales mesures

### Sortie progressive des énergies fossiles et développement des énergies renouvelables
- Réduction de 40 % de la consommation d’énergies fossiles par rapport à 2012 d'ici 2030[1].
- Arrêt des quatre dernières centrales électriques à charbon d'ici 2022[1].
- Installation obligatoire de panneaux photovoltaïques sur tout nouvel entrepôt, supermarché et ombrière de stationnement[1].
- Soutien à la filière hydrogène[1].
- Faciliter l'aboutissement des projets photovoltaïques et géothermiques afin d’atteindre 33 % d’énergies renouvelables dans le mix énergétique d’ici 2030, en accord avec la Programmation pluriannuelle de l’énergie (PPE). Pour cela, sécurisation du cadre juridique de l’évaluation environnementale de ces projets[1].

### Lutte contre les «passoires thermiques»
On appelle « passoires thermiques » les logements de consommation énergétique classe F et G, responsables de 20 % [réf. nécessaire] des émissions de gaz à effet de serre en France. L'objectif est de les rénover en totalité d'ici 10 ans selon plusieurs phases :
- dès 2021, les loyers des logements « passoires » ne pourront plus être augmentés librement entre deux locataires sans rénovations[1] ;
- dès 2022, un diagnostic de performance énergétique complètera obligatoirement toute location ou vente[1] ;
- dès 2023, les « passoires » ne pourront plus être louées et des sanctions s'appliqueront en cas de fraude[1] ;
- puis, avant 2028, elles devront obligatoirement faire l'objet de travaux d'isolation[1].

### Nouveaux outils pour la politique climatique
Instauration de nouveaux outils de pilotage, de gouvernance et d’évaluation de la politique climatique.
- Création du Haut Conseil pour le climat, instance consultative indépendante placée auprès du Premier ministre, chargée d'évaluer la stratégie climatique de la France et l’efficacité des politiques climatiques[1].
- Confirmation de la Stratégie nationale bas-carbone (SNBC) pour piloter les actions d'atténuation du changement climatique, révisable tous les cinq ans[1].
- Dès 2019, élaboration chaque année par le gouvernement d'un budget vert précisant l'incidence du projet de loi de finances sur l'environnement[1].
- Dès 2023, mise en place d'une loi de programmation quinquennale fixant les grands objectifs énergétiques : énergies renouvelables, consommation d’énergie, sortie des énergies fossiles, et certificats d’économies d’énergie[1].

### Régulation du secteur de l’électricité et du gaz
- Fin des tarifs réglementés du gaz naturel en 2023[1].
- Arrêt des deux réacteurs de la Centrale nucléaire de production d'électricité de Fessenheim d’ici l'été 2020[1].
- Diversification du mix électrique[1].
- Renforcement de la lutte contre les fraudes aux certificats d'économies d'énergie[1].
- Autorisation du gouvernement rehausser de 100 à 150 térawattheures le plafond de l'accès régulé à l'électricité nucléaire historique (Arenh), permettant d'augmenter le volume maximal qu'EDF peut être obligée d'offrir tous les ans à la vente à ses concurrents à un prix déterminé par arrêté[1].